# Pappogeomys bulleri
Pappogeomys bulleri là một loài động vật có vú trong họ Chuột nang, bộ Gặm nhấm. Loài này được Thomas mô tả năm 1892.